# Himno Veracruzano
El himno al estado de Veracruz es el himno oficial del estado mexicano de Veracruz, sus autores fueron José Francisco Morosini Cordero, escritor de la letra, y Ryszard Siwy Machalica, compositor de la música. El himno está conformado por un coro y dos estrofas. La ley del himno al estado de Veracruz fue publicada en la gaceta oficial del estado, el 2 de diciembre de 2005, durante la gestión del gobernador Fidel Herrera Beltrán, quien gestionó la creación del mismo.

## Características de los versos
En palabras del autor: "La característica del himno es que está escrito en versos de diez sílabas, entonces lo que hice fue rimar AB, AB, el primero con el tercero y el segundo con el cuarto, con rimas abrazadas fue como empecé a trabajar. Aunque los himnos clásicos tienen otra forma de rima, se escriben con 8 versos de diez sílabas, con el tipo de rima AB, AB, AB, AB, CD, DC, pero en este caso no implicaba ningún cambio por eso es que utilicé este tipo de rima, después el maestro Siwi me indicó cuál sería el estribillo, entonces hice la letra específicamente para el estribillo, pero ya no podía escribir con la misma medida, entonces escribí una combinación: el primer verso con diez sílabas, el segundo con siete y tercero con diez y el cuarto con siete sin rima, pero con ritmo." 

## Letra
I
Veracruz en el nombre tú llevas
la verdad y razón de tu ser,
es honor tan inmenso, que elevas
a tu pueblo que ve amanecer.
II
Tus culturas se abrazan fraternas,
grandes pueblos con ojos al sol,
forjan juntos simientes eternas,
en tu suelo brillante crisol.
Coro
Veracruz, Veracruz,
yo te canto y me exalto de orgullo,
Veracruz, es verdad,
eres tierra de paz y de amor.
III
Veracruz es un pueblo amistoso,
solidario, cordial y gentil,
Veracruz es el mar generoso
del trabajo fecundo y febril.
IV
Veracruz es canciones y es gozo,
es fandango, huapango y danzón;
Veracruz es lugar prodigioso,
es jarana, es arpa y es son.
Coro
Veracruz, Veracruz,
yo te canto y me exalto de orgullo,
Veracruz, es verdad,
eres tierra de paz y de amor.